# 드미트리 바리노프
드미트리 니콜라예비치 바리노프(러시아어: Дми́трий Никола́евич Ба́ринов, 1996년 9월 11일 ~ )는 러시아의 프로 축구 선수로, 로코모티브 모스크바와 러시아 국가대표팀에서 수비형 미드필더로 활약하고 있다.

## 구단 경력
모스크바주에서 태어난 바리노프는 고향 지역에서 축구를 시작한 후 2010년에 사투른 라멘스코예에 합류했다. 2012년, 로코모티브 모스크바는 바리노프와 계약을 맺었고, 1년 만에 주전 선수로 훈련을 시작했다.
2015년 5월 16일, 그는 러시아 프리미어리그에서 루빈 카잔을 상대로 3-0 승리를 거두며 로코모티브 모스크바에서 프로 데뷔 전을 치렀다.
2023년 5월 24일, 바리노프는 로코모티브와의 계약을 2026년 6월까지 연장했다.

## 국가대표팀 경력
그는 2019년 6월 8일, 산마리노와의 UEFA 유로 2020 예선 경기에서 로만 조브닌을 대신해 73분에 교체 투입되어 러시아 국가대표팀에 데뷔했다.
2021년 5월 11일, 그는 UEFA 유로 2020 예비 연장 30인 명단에 포함되었다. 2021년 6월 2일, 그는 최종 명단에 포함되었다. 그는 2021년 6월 12일, 벨기에와의 러시아 개막전에 선발 출전하여 전반전에 교체되었고, 러시아는 0-3으로 패배했다. 그는 6월 16일, 핀란드와의 러시아의 두 번째 경기에서 풀타임으로 출전하여 1-0 승리를 거두었다. 그는 러시아가 덴마크에 1-4로 패하여 탈락하면서 러시아의 마지막 조별 리그 경기에 출전하지 못했다.